# HW Большого Пса
HW Большого Пса (лат. HW Canis Majoris), HD 54549 — двойная затменная переменная звезда типа Алголя (EA) в созвездии Большого Пса на расстоянии приблизительно 1150 световых лет (около 353 парсеков) от Солнца. Видимая звёздная величина звезды — от +9,32m до +9,19m. Орбитальный период — около 21,118 суток.

## Характеристики
Первый компонент — белая звезда спектрального класса A8 или A1III.
Второй компонент — белая звезда спектрального класса A8.